# Treuchtlingen
Treuchtlingen (pronunciación en alemán: /ˈtʁɔɪ̯çtlɪŋən/ (escucharⓘ)) es una ciudad del distrito de Weißenburg-Gunzenhausen, en Baviera, Alemania. Su población ronda los 12 000 habitantes.

## Historia
El lugar en el que se sitúa la ciudad fue inicialmente ocupado por los celtas, por los romanos y posteriormente por los francos. La ciudad propiamente fue fundada en el 793, durante el reinado de Carlomagno, y aparece mencionada por primera vez en 899, como Drutelinga. El castillo se erigió en el siglo XII. En 1495 la ciudad de Treuchtlingen fue arrasada por un incendio. En 1869 se inauguró la estación de tren. Durante la "Operación Clarion" Treuchtlingen fue bombardeada y aproximadamente 600 personas murieron a consecuencia del ataque.

## Geografía

### Localización
Treuchtlingen está situada junto al río Altmühl, a 9 km al suroeste de Weißenburg in Bayern, y a 45 km al noreste de Donauwörth.

### Subdivisiones
Además de la propia ciudad, el término municipal de Treuchtlingen incluye hoy día 53 aldeas y pueblos. El territorio municipal se divide en 12 Ortsteile (incluyendo la ciudad) y en varias aldeas:
| Escudo | Ortsteil       | Localidades incluidas |
| ------ | -------------- | --- |
|        | Treuchtlingen  | Eulenhof, Gstadt, Heunischhof, Kästleinsmühle, Metzenhof, Möhrenberg, Sägmühle, Schertnershof, Schmarrmühle, Siebeneichhöfe, Ziegelhütte |
|        | Auernheim      | Freihardt, Hagenhof, Schlittenhart, Wieshof                                                                                              |
|        | Bubenheim      | ninguna |
|        | Dietfurt       | Bergnershof |
|        | Graben         | ninguna |
|        | Grönhart       | Hagenau, Naßwiesen, Neuheim |
|        | Gundelsheim    | ninguna |
|        | Haag           | Dickmühle, Hürth, Mattenmühle, Neufang, Rutzenhof, Schürmühle, Steinbruch                                                                |
|        | Möhren         | Eichhof, Fuchsmühle, Spielhof |
|        | Schambach      | Bonhof, Kohlmühle, Lehnleinsmühle, Obere Papiermühle, Untere Papiermühle, Weinbergshof                                                   |
|        | Wettelsheim    | Dornmühle, Falbenthal, Kellerhaus, Ziegelmühle, Zollmühle                                                                                |
|        | Windischhausen | Oberheumödern, Unterheumödern |

## Gobierno

### Ciudades hermanadas
Treuchtlingen está hermanada con:
- Ponsacco - Italia

## Galería fotográfica

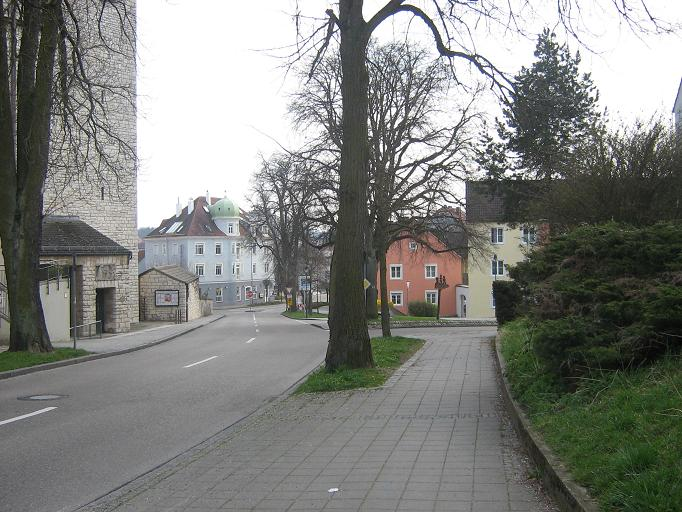
Centro de la ciudad, calle Ringstraße
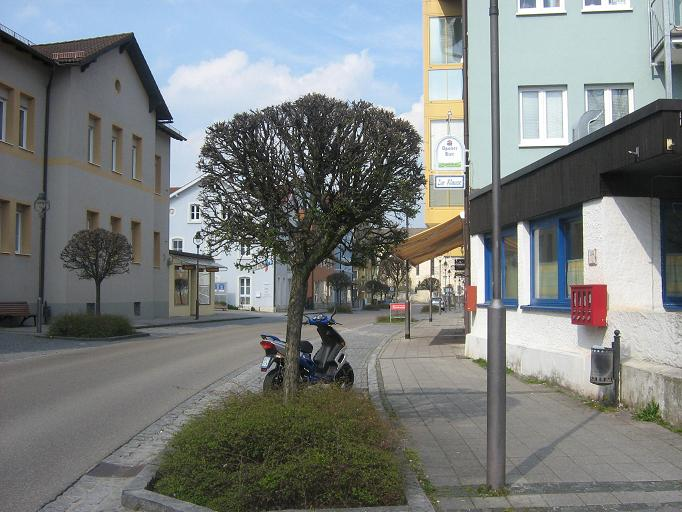
Centro de la ciudad, calle Luitpoldstraße
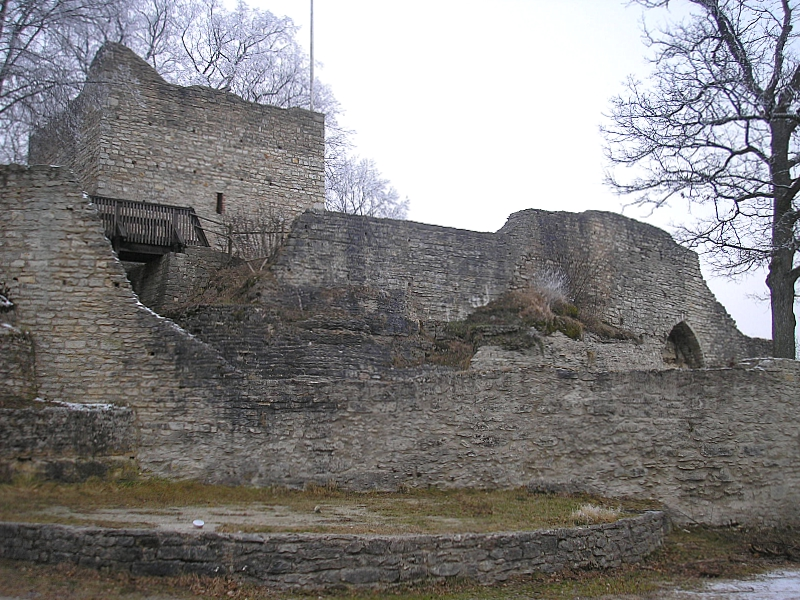
Castillo de Treuchtlingen (Obere Veste)
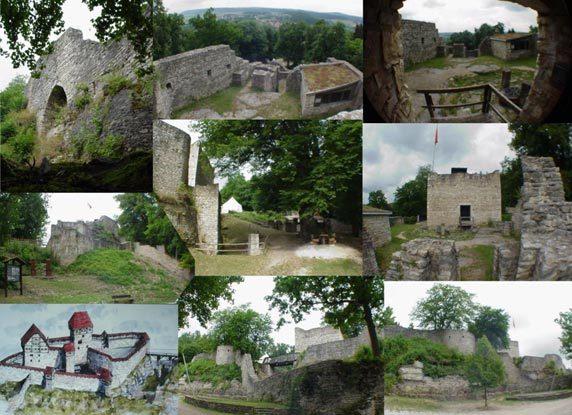
Ruinas del castillo
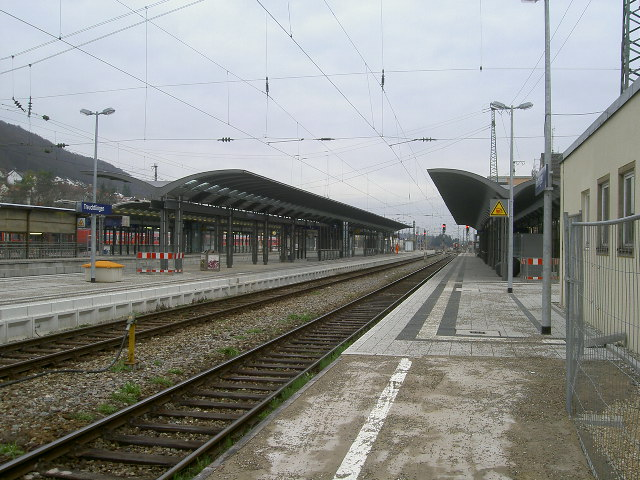
Estación de tren de Treuchtlingen
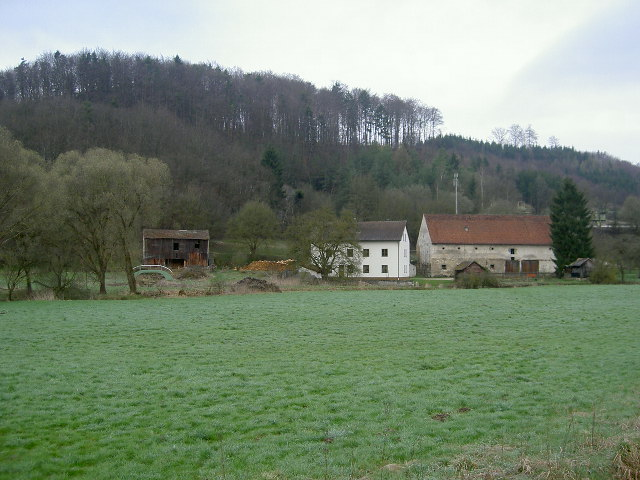
Antiguo molino hidráulico en las afueras, al Oeste
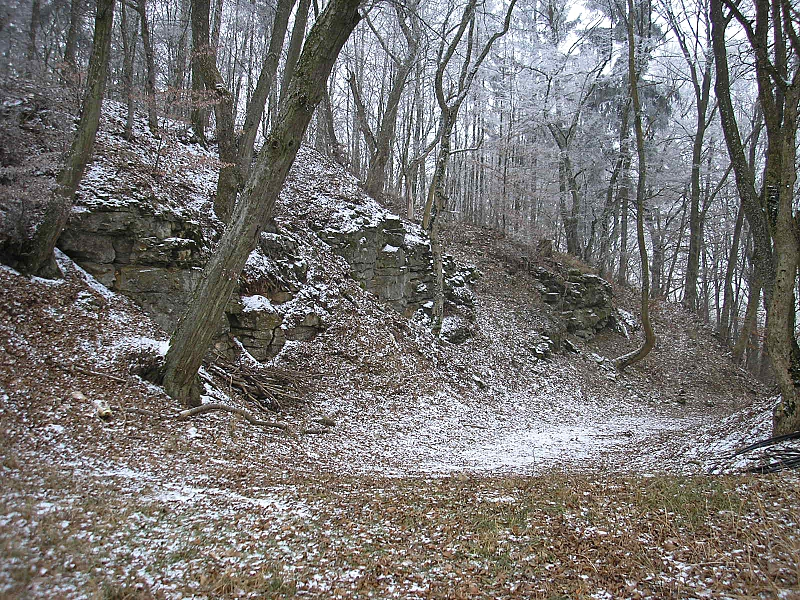
Pequeño bosque cerca de Obere Veste

## Personajes ilustres
- Gottfried Heinrich Graf zu Pappenheim (1594-1632), capitán general del Sacro Imperio Romano Germánico.
- Albert Stöckl (1823-1895), sacerdote y teólogo.
- Elkan Naumburg (1835-1924), banquero germano-estadounidense, filántropo y musicólogo.
- Ludwig Fels (b. 1946), escritor.